# Musée Matisse de Nice
Le musée Matisse de Nice est consacré à l'œuvre du peintre français Henri Matisse. Il regroupe l'une des plus importantes collections mondiales de ses œuvres, qui permet de retracer son parcours artistique et ses évolutions depuis ses débuts jusqu'à ses derniers travaux. Installé dans la Villa des Arènes, une villa génoise du XVIIe siècle du quartier de Cimiez, le musée a ouvert ses portes en 1963.

## Histoire
La Villa des Arènes, dont les travaux de construction commencent en 1670, est achevée en 1685 et se nomme à l'époque palais Gubernatis, du nom de son propriétaire et commanditaire, Jean-Baptiste Gubernatis, consul de Nice. La villa prend son nom actuel en 1950, date à laquelle la Ville de Nice, soucieuse de la préserver, la rachète à une société immobilière.
Le musée Matisse est créé en 1963 et s'installe au premier étage de la Villa, le rez-de-chaussée étant alors occupé par le musée archéologique de Nice-Cimiez. En 1989, ce dernier est transféré dans un bâtiment d'allure ultra moderne implanté sur le site même des vestiges de la cité romaine antique de Cemenelum et le musée Matisse peut alors s'agrandir : il fait l'objet d'une vaste rénovation ainsi que d'un projet d'extension qui l'oblige à rester fermé pendant quatre ans. Le musée rouvre en 1993, avec une nouvelle aile moderne à sa disposition ainsi que des espaces rénovés, ce qui lui permet d'exposer dans sa totalité la collection permanente, qui n'a cessé de croître depuis 1963 au fil des donations et des dépôts successifs.

## Collections
La collection permanente du musée s'est constituée grâce à diverses donations, d'abord celle de Matisse en personne, qui résida et travailla à Nice de 1917 à 1954, puis celles de ses héritiers ainsi que par des dépôts d'œuvres faits par l'État. Le musée regroupe ainsi 68 peintures et gouaches découpées, 236 dessins, 218 gravures, 57 sculptures et 14 livres illustrés de Matisse auxquels s'adjoignent 95 photographies, 187 objets ayant appartenu au peintre ainsi que des sérigraphies, des tapisseries, des céramiques, des vitraux et d'autres types de documents.

### Chefs-d'œuvre
- Figure à l'ombrelle, 1905.
- Tempête à Nice, 1919-1920.
- Petite Pianiste, robe bleu, fond rouge, 1927.
- Odalisque au coffret rouge, 1927.
- Papeete-Tahiti, 1935.
- Nu dans un fauteuil, plante verte, 1936.
- Nymphe dans la forêt, 1936-1938.
- Lectrice à la table jaune, 1944.
- Nu renversé, étendu sur le dos, vers 1946.
- Nature morte aux grenades, 1947.
- Danseuse créole, 1950.
- Vitrail, étude pour L'Arbre de vie, 1950.
- Nu bleu IV, 1952.
- La Vague, 1952.
- Fleurs et Fruits, 1952-1953.